# Chung kết cúp Nhà Vua Tây Ban Nha 2018
Chung kết cúp Nhà vua Tây Ban Nha là một trận đấu bóng đá diễn ra vào ngày 21 tháng 4 năm 2018 để quyết định nhà vô địch của cúp Nhà vua Tây Ban Nha 2017–18, mùa bóng thứ 116 của cúp Nhà vua Tây Ban Nha. Trận đấu là cuộc so tài giữa Sevilla và Barcelona tại sân vận động Wanda Metropolitano ở thành phố Madrid. Barcelona đã giành chiến thắng chung cuộc 5-0 để đoạt chức vô địch lần thứ 4 liên tiếp và lần thứ 30 trong lịch sử đội bóng.

## Đường tới chung kết
| Sevilla         | Sevilla | Sevilla                    | Vòng        | Barcelona  | Barcelona | Barcelona                  |
| --------------- | ------- | -------------------------- | ----------- | ---------- | --------- | -------------------------- |
| Đối thủ         | Kết quả | Tỉ số                      |             | Đối thủ    | Kết quả   | Tỉ số                      |
| Cartagena       | 7–0     | 3–0 sân khách; 4–0 sân nhà | Vòng 32 đội | Murcia     | 8–0       | 3–0 sân khách; 5–0 sân nhà |
| Cádiz           | 4–1     | 2–0 sân khách; 2–1 sân nhà | Vòng 16 đội | Celta Vigo | 6–1       | 1–1 sân khách; 5–0 sân nhà |
| Atlético Madrid | 5–2     | 2–1 sân khách; 3–1 sân nhà | Tứ kết      | Espanyol   | 2–1       | 0–1 sân khách; 2–0 sân nhà |
| Leganés         | 3–1     | 1–1 sân khách; 2–0 sân nhà | Bán kết     | Valencia   | 3–0       | 1–0 sân nhà; 2–0 sân khách |

## Kết quả chi tiết
| Sevilla | 0–5      | Barcelona                                                             |
| ------- | -------- | --------------------------------------------------------------------- |
|         | Chi tiết | - L. Suárez 14', 40' - Messi 31' - Iniesta 52' - Coutinho 69' (ph.đ.) |

| Sevilla | Barcelona |

| GK                | 13 | David Soria         |     |     |
| RB                | 16 | Jesús Navas         |     |     |
| CB                | 25 | Gabriel Mercado     | 34' |     |
| CB                | 5  | Clément Lenglet     |     |     |
| LB                | 18 | Sergio Escudero (c) | 38' |     |
| CM                | 15 | Steven Nzonzi       |     |     |
| CM                | 10 | Éver Banega         |     |     |
| RW                | 17 | Pablo Sarabia       |     | 82' |
| AM                | 22 | Franco Vázquez      | 74' | 86' |
| LW                | 11 | Joaquín Correa      |     | 46' |
| CF                | 20 | Luis Muriel         |     |     |
| Dự bị:            |    |                     |     |     |
| GK                | 1  | Sergio Rico         |     |     |
| DF                | 3  | Miguel Layún        |     | 82' |
| DF                | 6  | Daniel Carriço      |     |     |
| MF                | 14 | Guido Pizarro       |     |     |
| FW                | 9  | Wissam Ben Yedder   |     |     |
| FW                | 23 | Sandro Ramírez      |     | 46' |
| FW                | 24 | Nolito              |     | 86' |
| Huấn luyện viên:  |    |                     |     |     |
| Vincenzo Montella |    |                     |     |     |

| GK               | 13 | Jasper Cillessen      |     |     |
| RB               | 20 | Sergi Roberto         |     |     |
| CB               | 3  | Gerard Piqué          |     |     |
| CB               | 23 | Samuel Umtiti         |     |     |
| LB               | 18 | Jordi Alba            |     |     |
| RM               | 14 | Philippe Coutinho     |     | 82' |
| CM               | 4  | Ivan Rakitić          |     |     |
| CM               | 5  | Sergio Busquets       | 74' | 76' |
| LM               | 8  | Andrés Iniesta (c)    | 67' | 88' |
| CF               | 10 | Lionel Messi          |     |     |
| CF               | 9  | Luis Suárez           |     |     |
| Dự bị:           |    |                       |     |     |
| GK               | 1  | Marc-André ter Stegen |     |     |
| DF               | 2  | Nélson Semedo         |     |     |
| DF               | 25 | Thomas Vermaelen      |     |     |
| MF               | 6  | Denis Suárez          |     | 88' |
| MF               | 15 | Paulinho              |     | 76' |
| FW               | 11 | Ousmane Dembélé       |     | 82' |
| FW               | 17 | Paco Alcácer          |     |     |
| Huấn luyện viên: |    |                       |     |     |
| Ernesto Valverde |    |                       |     |     |

| Cầu thủ xuất sắc nhất trận: Andrés Iniesta (Barcelona) Trợ lý trọng tài: Ángel Nevado Rodríguez Juan Carlos Yuste Jiménez Trọng tài thứ tư: Carlos del Cerro Grande Trợ lý trọng tài dự bị: Roberto Alonso Fernández | Luật - 90 phút (chính thức). - 30 phút hiệp phụ nếu tỷ số hòa trong thời gian thi đấu chính thức. - Đá luân lưu 11m nếu hòa trong cả thời gian thi đấu chính thức và hiệp phụ. - 7 cầu thủ trên ghế dự bị. - 3 quyền thay thế. |